# Springfield, New Hampshire
Springfield är en kommun (town) i är en stad i Sullivan County i delstaten New Hampshire, USA med 1 311 invånare (2010). 